# Craig Gardner
Craig Gardner (ur. 25 listopada 1986 roku w Solihull) – angielski piłkarz występujący na pozycji pomocnika w Birmingham City.